# Jakob Köbel
Jacob Köbel (o Kobel, Kobelius, Kobelin, Kobilinus) (Heidelberg, 1462 – Oppenheim, 31 gennaio 1533) è stato un matematico e funzionario tedesco.

## Biografia
Studiò le arti liberali presso l'Università della sua città natale Heidelberg nel 1480-81 dove si laureò nel luglio 1481. Per approfondire lo studio della matematica, si trasferì all'Università di Cracovia intorno al 1490, dove incontrò Niccolò Copernico e probabilmente mantenne questa relazione anche negli anni successivi, come riportò il biografo di Copernico Simon Starowolski nel 1627. Fu protonotaro di Oppenheim dal 1494; ricoprì vari incarichi e fu membro della Sodalitas litteraria Germaniae.

## Opere

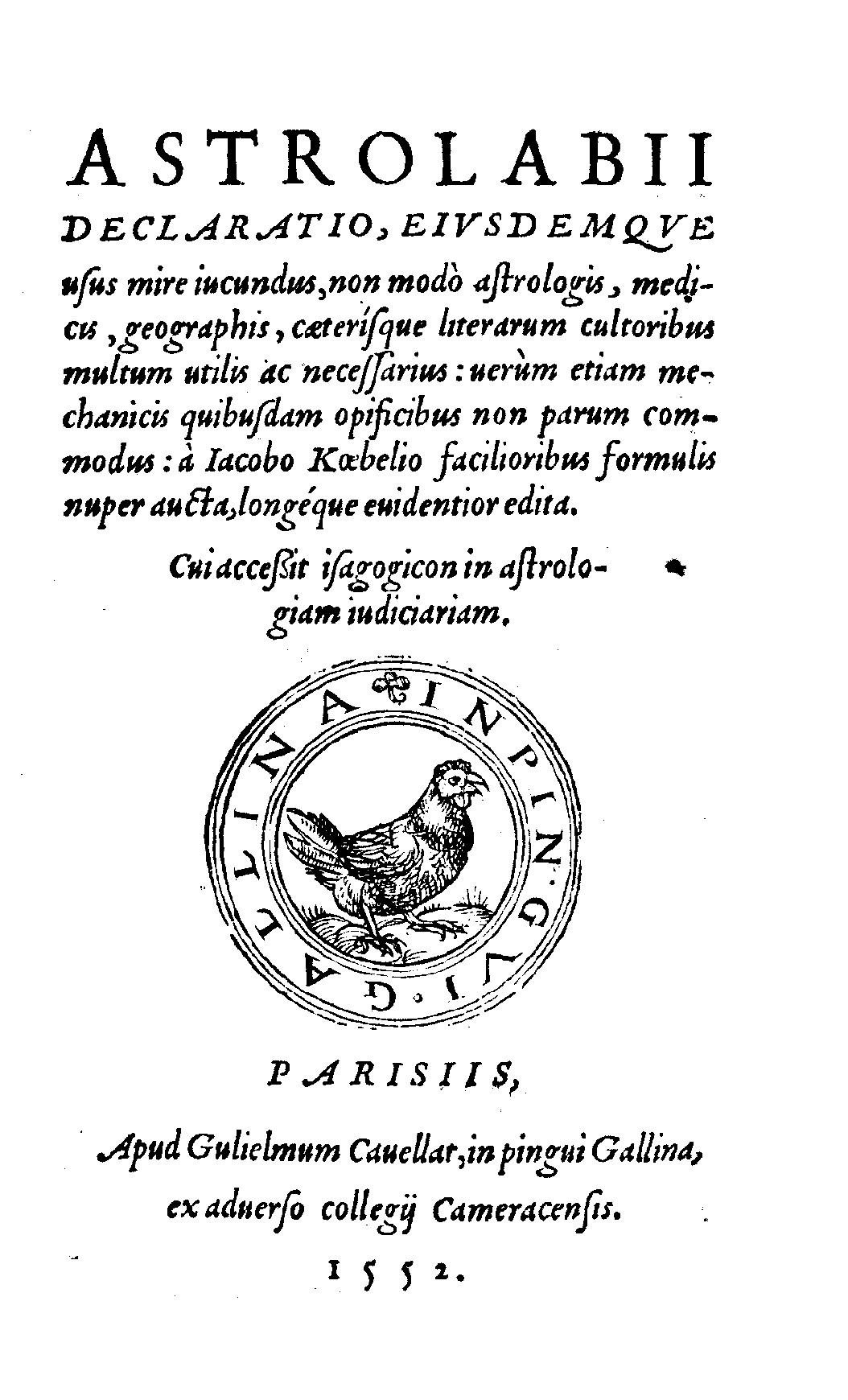
Astrolabii declaratio, 1552

- (LA) Astrolabii declaratio, Paris, Guillaume Cavellat, 1552.